# سد تیسا
سد تیسا یک سد و نیروگاه برقابی بر روی رود تیسا در کیش‌کوره، مجارستان است.